# Elecciones presidenciales de Armenia de 1998
Las elecciones presidenciales de Armenia fueron realizadas el 16 de marzo de 1998, con una segunda ronda el 30 de marzo. El resultado fue la victoria  del candidato independiente Robert Kocharián, quién obtuvo el 58.9% de los votos en la segunda vuelta. La particiapción electoral  fue de un 63.5% en la primera vuelta y un 68.1% en la segunda.

## Visión general
La primera vuelta se realizó el 16 de marzo de 1998. El primer ministro y a la vez presidente interino Robert Kocharián y Karen Demirchián, líder de la Armenia soviética de 1974 a 1988, obtuvieron la mayoría de votos: 38.5% y 30.5% respectivamente. Demirchián, quién obtuvo el segundo lugar, había permanecido ausente de la política durante 10 años, dedicándose a los negocios.
Demirchián era tenido por un buen veterano de la época soviética que podía "volver a las certezas del pasado y  rechazar la mafia capitalista personificada en el gobierno de Ter-Petrosián". Demirchián continuaba siendo una figura muy popular entre la población armenia. Una encuesta citada por diplomáticos occidentales, mostró que Demirchián tenía el apoyo del 53% de los armenios, mientras que se inclinaba por Kocharián un 36%. También era el candidato favorito para Occidente, por tener una postura más moderada para resolver el conflicto de Karabaj, mientras que Kocharián era considerado un ferviente nacionalista.
La segunda vuelta se celebró el 30 de marzo entre Kocharián y Demirchián. Kocharián ganó con el 58.9% de los votos. Los resultados finales revelaron que Demirchián obtuvo sólo un 40.1% de los votos. El Grupo Británico de Derechos Humanos de Helsinki afirmó que "el armenio común vio a Kocharián como una persona que no estaba contaminada por las conexiones e intrigas mafiosas de las políticas de Ereván". La misión de observación de la OSCE, describió la primera vuelta como "profundamente defectuosa," mientras que en su informe final indicó la misión observadora con "fallas graves" y que las elecciones no cumplían con los estándares de la OSCE. A pesar de que Demirchyan  no cuestionó oficialmente los resultados de  las elecciones, nunca los aceptó y no felicitó a Kocharián por su victoria.

## Resultados
| Candidato                 | Partido                                  | Primera vuelta | Primera vuelta | Segunda vuelta | Segunda vuelta |
| Candidato                 | Partido                                  | Votos          | %              | Votos          | %              |
| ------------------------- | ---------------------------------------- | -------------- | -------------- | -------------- | -------------- |
| Robert Kocharián          | Independiente                            | 545.938        | 38.5           | 908.613        | 58.9           |
| Karen Demirchián          | Partido Socialista de Armenia            | 431.967        | 30.5           | 618.764        | 40.1           |
| Vazgen Manukián           | Unión Democrática Nacional               | 172.449        | 12.2           |                |                |
| Sergey Badalián           | Partido Comunista Armenio                | 155.023        | 10.9           |                |                |
| Paruyr Hayrikián          | Unión para la Autodeterminación Nacional | 76.212         | 5.4            |                |                |
| David Shamazarián         | Independiente                            | 6.798          | 0.5            |                |                |
| Artashes Geghamián        | Partido de Acuerdo Nacional              | 6.314          | 0.4            |                |                |
| Vigen Khachatrián         | Partido Liberal Democrático de Armenia   | 3.999          | 0.3            |                |                |
| Hrant Khachatrián         | Unión de los Derechos Constitucionales   | 2.943          | 0.2            |                |                |
| Aram Gaspar Sargsián      | Partido Democrático de Armenia           | 2.710          | 0.2            |                |                |
| Yuri Mkrtchián            | Independiente                            | 2.511          | 0.2            |                |                |
| Ashot Bleyan              | Nuevo Camino                             | 1.559          | 0.1            |                |                |
| Ninguno de los anteriores | Ninguno de los anteriores                | 9.509          | 0.7            | 14.890         | 1.0            |
| Votos en blanco/nulos     | Votos en blanco/nulos                    | 38.177         | -              | 25.435         | -              |
| Total                     | Total                                    | 1.456.109      | 100            | 1.567.702      | 100            |
| Fuente: Nohlen et al.     |                                          |                |                |                |                |